# المحب بن الإمام
عبد الله بن عبد اللطيف بن أحمد بن محمد بن أبي بكر بن عبد الله بن عبد المحسن المحب أبو الطيب بن البهاء أبي البقاء بن الشهاب أبو العباس السلمي المحلي الشافعي بن الإمام (وُلد 18 ذو الحجة 788 هـ– توفي الأربعاء 2 ذو الحجة 846 هـ بالقاهرة)، يُعرف بـ المحب بن الإمام، كان قاضيًا مصريًا وعالم دين من عائلة الإمام المصرية.

## النشأة وتعليمه
ولد المحب بن الإمام في أحد بيوت آل الإمام بمدينة المحلة الكبرى بالسلطنة المملوكية المصرية عام 1386 في دارٍ للعلم كما هي العادة في أغلب بيوت آل الإمام. كان والده قاضي المحلة الكبرى القاضي عبد اللطيف بن الإمام، وكان عالما دينيا كبيرًا مشهورًا، وكان أخوه قاضي سمنود القاضي أبو بكر بن الإمام.
نشأ المحب بن الإمام تربية دينية صالحة. وقرأ القرآن وقرأه على أبي عمرو علي الشهاب النشراتي الهيسوب. ثم حج إلى بيت الله الحرام مع أخيه أبو بكر بن الإمام وأبيه وعمره 16 سنة عام 1402. كما درس وأقام في الكعبة بعض الوقت. ودرس ألفية الحديث للحافظ العراقي، ومتن الشاطبية لأبي محمد الشاطبي.
وبعد ذلك عاد المحب بن الإمام إلى المحلة الكبرى حيث درس الفقه وتتلمذ على يد البهاء أبو البقعة الشيشيني القاضي والشهاب البريني وغيرهم. وتتلمذ في النحو على يد البدر حسين المغربي وغيره. كان يتردد على القاهرة لطلب العلم والتعليم، ومن أساتذته الشهاب الواسطي وغيره. أصبح المحب أحد أعظم وأشهر علماء الدين المصريين في عصره. وكان عالما في الفقه والحديث والنحو وغيرها من العلوم الشرعية.

## حياته المهنية
وفي عام 1426 انتقل القاضي المحب بن الإمام إلى القاهرة للمشاركة في حملة القضاة والمشايخ التي دعت جميع المصريين إلى التطوع في فتح قبرص. بعد ذلك زار المحب بن الإمام فلسطين وزار مدينتي القدس والخليل. وفي الخليل تعرف على الشيخ الشهاب المارديني. ثم زار دمياط والإسكندرية وغيرهما، مع البقاعي وغيره، وكان يتردد عليهم قبل ذلك. وبعد أن أصبح المحب بن الإمام من أشهر قضاة مصر وعلمائها، عينه سلطان مصر الأشرف برسباي نائباً لقاضي القضاة جلال الدين البلقيني، وأصبح قاضياً للمحلة الكبرى.

## وفاته
بعد مسيرة علمية جليلة ونشر العدل والخير، توفي القاضي المحب بن الإمام عام 1442 في عاصمة السلطنة المملوكية المصرية القاهرة، في عهد السلطان جقمق.

## إرثه
يقول المؤرخ شمس الدين السخاوي عن القاضي المحب بن الامام:
"وكان ثقة، طيبا، متواضعا، تولى القضاء في بعض أراضي المحلة عن جلال البلقيني ومن بعده، وقرأ عليه ابن فهد والبقاعي ووصفوه بالشيخ والإمام والعالم والصالح وغيرهم، توفي يوم الأربعاء الثاني من ذي الحجة سنة أربع وستين بالقاهرة فليرحمه الله ويرحمنا."

## أنظر أيضًا
- علاء الدين بن الإمام